# Site gallo-romain de Barzan
La commune de Barzan, en Charente-Maritime, abrite un site archéologique gallo-romain majeur, faisant l'objet de fouilles programmées depuis 1994. Les photographies aériennes et les fouilles archéologiques ont révélé la présence d'une ville portuaire gallo-romaine de grande importance (temple gallo-romain monumental, thermes, forum, théâtre...) située entre les communes de Barzan, Talmont-sur-Gironde et Arces-sur-Gironde dans le département de la Charente-Maritime.
Il semble presque certain que cette ville gallo-romaine, dont l'apogée se situe au IIe siècle, soit la Novioregum indiquée dans l'itinéraire d'Antonin. Cette ville pourrait également être le Portus Santonum (port des Santons) décrit par Ptolémée.

## Histoire du site

### Des habitats préhistoriques

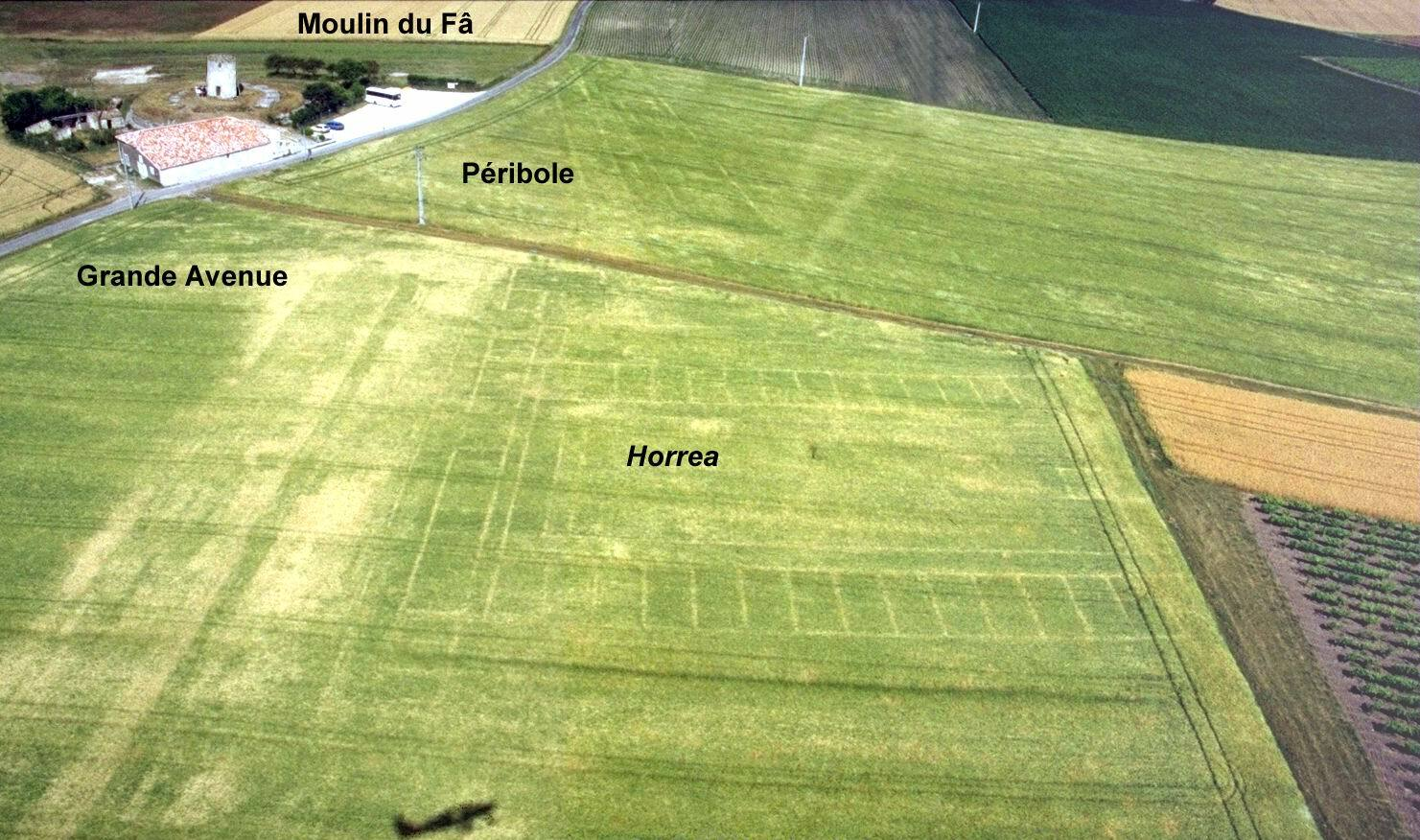
Vue aérienne du site du Fâ.

Les environs sont occupés très tôt, au moins dès l'époque néolithique, ce dont atteste la découverte de nombreux vestiges en divers points de la commune de Barzan, notamment à proximité de la colline de La Garde, un plateau surplombant l'estuaire de la Gironde. Dès 1877, Eutrope Jouan, un historien local, rapporte l'exhumation de fragments de haches polies ainsi que de pointes de flèches. Cette découverte est complétée presque un siècle plus tard, en 1970, lors du nivellement du terrain consécutif au démantèlement d'un réservoir américain construit en 1917. Ces travaux permirent la mise au jour de restes de céramiques attribuées aux groupes des Matignons et des Peu-richardiens. Des couches de cendres et des pierres de foyers retrouvées à proximité, ainsi que la présence d'une nécropole à quelques mètres du site, permirent dès lors de prouver la présence d'un habitat à cet endroit, environ 3 500 ans avant notre ère.
En 1975, une campagne de prospection aérienne menée par Jacques Dassié confirme ce fait, et montre en outre la présence de fortifications autour de ce camp, celles-ci étant principalement composées de fossés et d'entrées en chicane, un ingénieux dispositif exposant dangereusement les éventuels assaillants. Deux autres sites préhistoriques plus récents, datés de l'âge du bronze, ont été découverts à proximité : l'un près du lieu-dit « le moulin du Fâ », l'autre sur le flanc nord-est de la colline de La Garde, à proximité du lieu-dit « Les Piloquets ». Ce dernier site fut découvert par hasard en 1980, lors de la plantation d'une vigne : il révéla notamment plusieurs haches en bronze datées d'environ 1800 avant notre ère, actuellement exposées au musée de Royan.

### Un temple

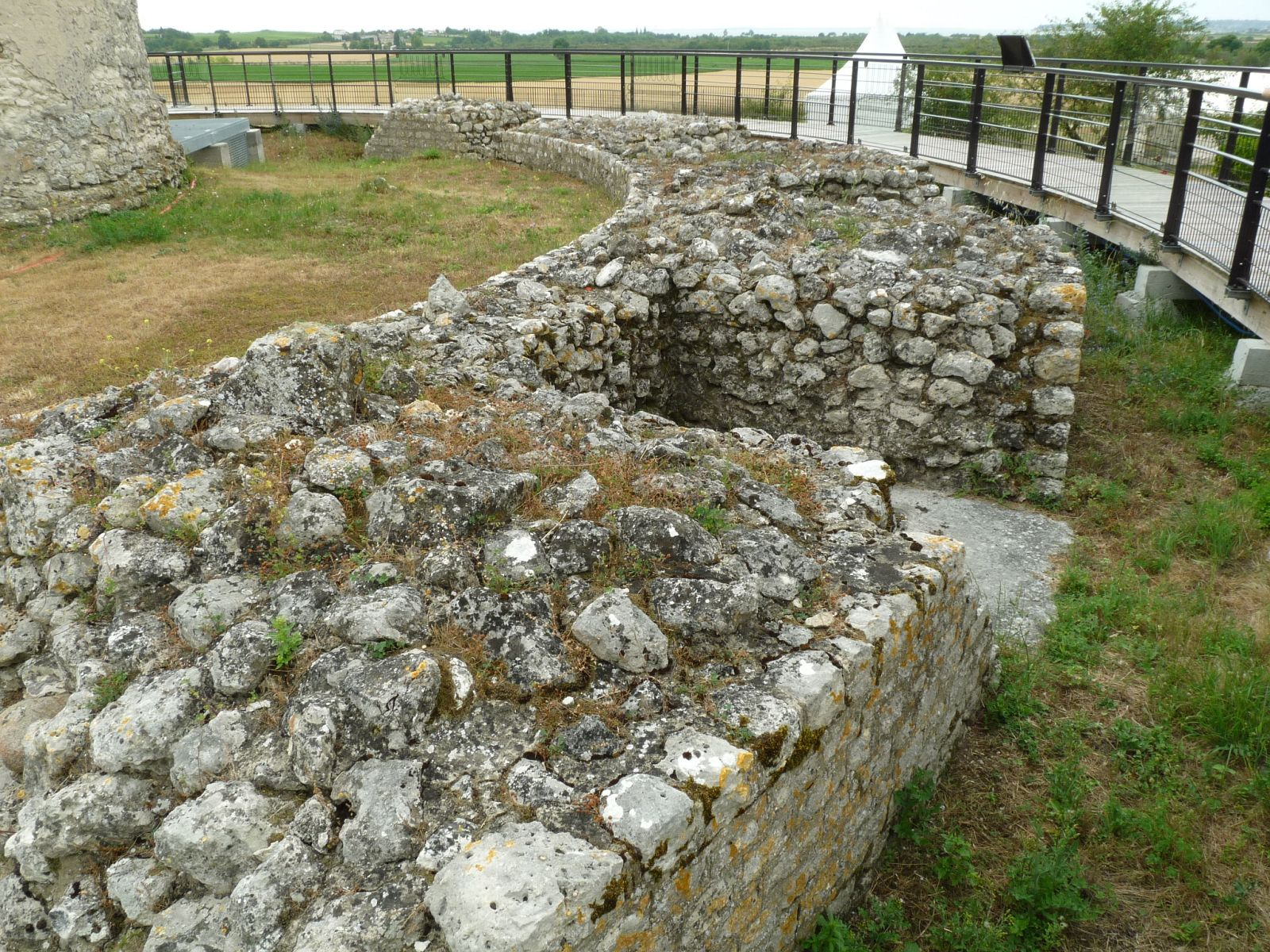
Vestiges de la cella du principal temple du Fâ.

Aux alentours du VIIe siècle avant notre ère, la Saintonge est habitée par le peuple gaulois des Santons. Ceux-ci firent de Saintes, leur capitale. Ce peuple celte s'installa à son tour sur le site du Fâ, y bâtissant notamment un sanctuaire monumental, lequel se situe sur une hauteur dominant l'estuaire de la Gironde. Ce sont eux qui fondèrent la ville, embryon de la métropole romaine qui s'étend à cet endroit quelques siècles plus tard. Des prospections aériennes récentes ont par ailleurs révélé les traces de deux autres temples celtiques, localisés sur la colline de La Garde.
Une campagne de fouilles entreprises sous la direction de Karine Robin de 1996 à 2002 a également permis de mettre au jour des céramiques gauloises et hispaniques datant du Ve siècle avant notre ère, ce qui permet d'envisager la présence d'un port de commerce dès cette époque. De même, des pièces de monnaie gauloise ont été découvertes en 1997. Les plus anciennes auraient été frappées à la fin du IIe siècle avant notre ère.

### L'époque romaine: émergence d'une ville portuaire

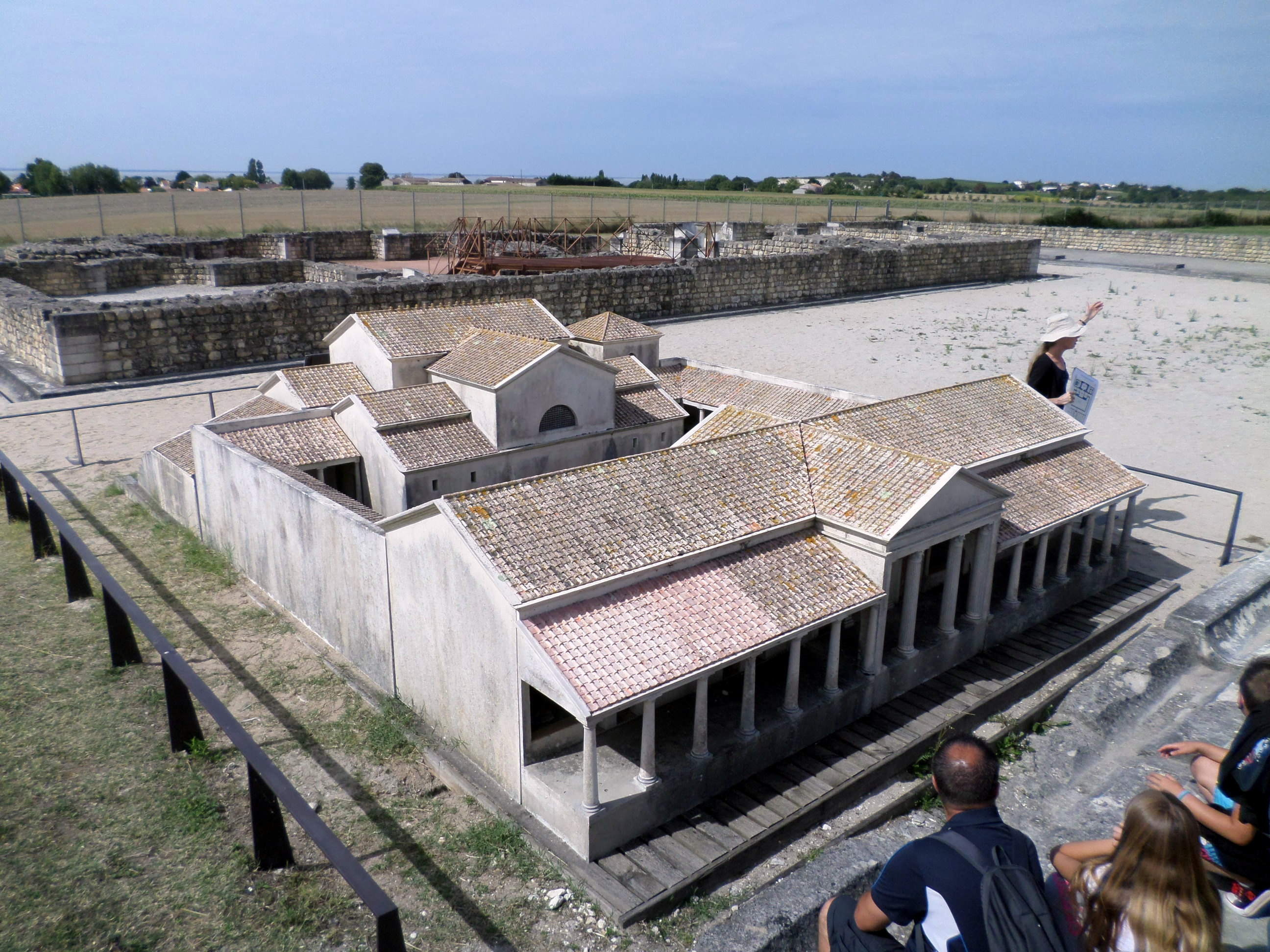
La maquette des thermes, au 1/10°.

La province des Santons est conquise par les Romains en 58 avant l'ère chrétienne. C'est le début de l'âge d'or pour sa capitale, Mediolanum Santonum (Saintes) qui devient la première capitale de la province romaine d'Aquitaine. La ville de Novioregum, seconde agglomération de la civitas santonum (subdivision administrative de l'empire romain) semble alors avoir été un emporium, c'est-à-dire un comptoir commercial, ce qui s'explique aisément par sa situation géographique, non loin de l'embouchure de la Gironde. Les premières constructions importantes furent probablement édifiées sous le règne des empereurs Flaviens (de 69 à 96), comme l'attestent des restes de statues ainsi que plusieurs chapiteaux corinthiens datant de cette époque. La ville semble avoir connu son âge d'or vers le IIe siècle de notre ère, sous le règne des Antonins. La ville se pare de monuments importants : théâtre, avenues, port et entrepôts (horrea). Les thermes sont agrandis à cette époque.Un
La ville, prospère, est signalée par l’Itinéraire d'Antonin, publié au IIIe siècle de notre ère, sous le règne de l'empereur romain Dioclétien. Il situe Novioregum sur l'axe routier menant de Saintes à Bordeaux via Blaye, à 15 lieues de Saintes (environ 35 kilomètres) et 12 lieues de Tamnum, une cité qui selon Jacques Dassié, aurait été située près de Consac (environ 29 kilomètres). Celui-ci fonde son hypothèse sur l'utilisation possible d'une grande lieue gauloise de 2450 mètres en lieu et place du mille romain.

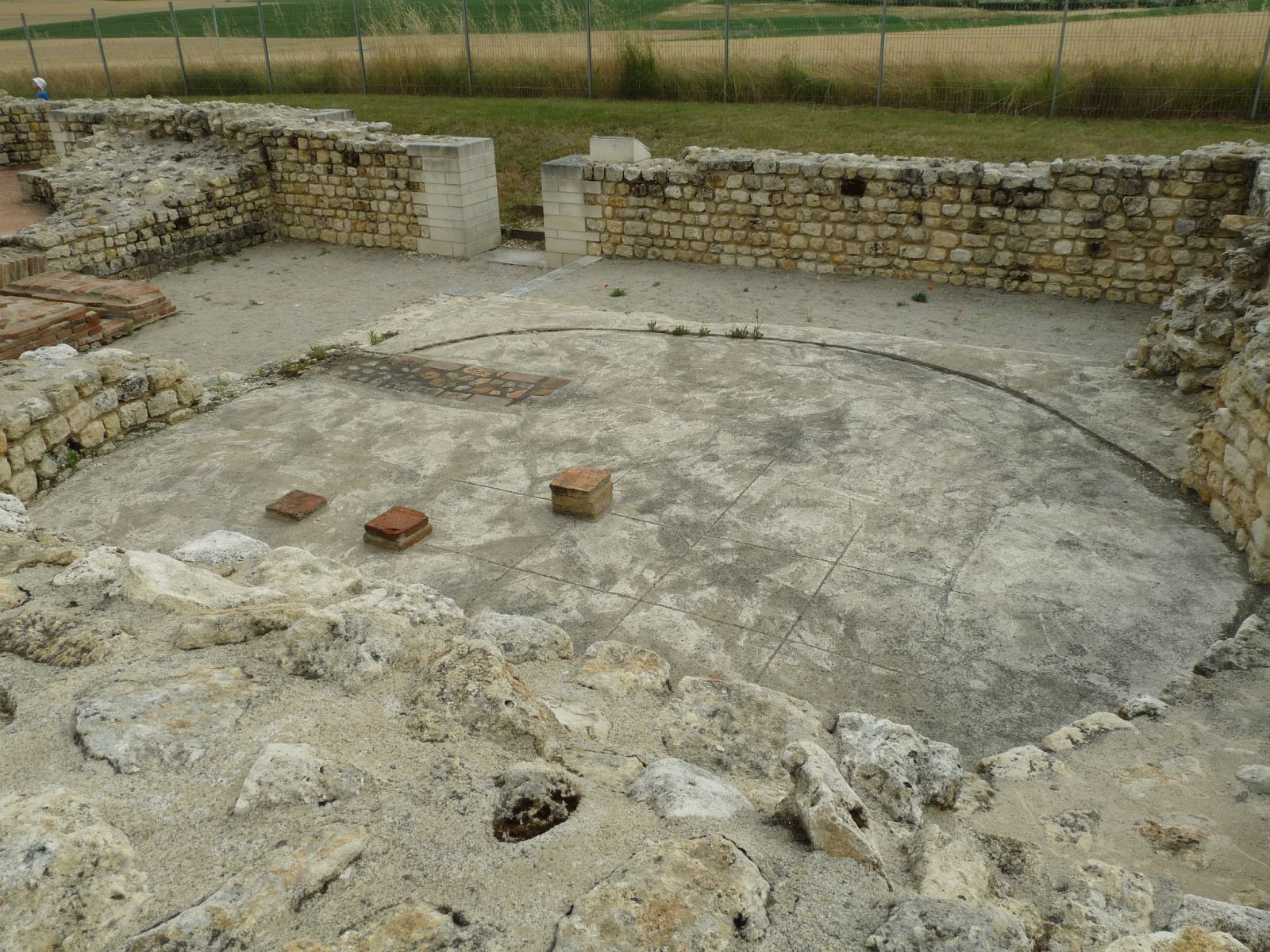
Vestiges du sudatorium, l'une des salles des thermes que l'on pourrait assimiler au sauna moderne.

## La fin de la ville antique

### Déclin, abandon et oubli
La ville conserve quelque importance jusqu'à la fin du IIIe siècle, avant de décliner pour des raisons encore inconnues à ce jour. La théorie de l'envasement du port — sans doute poumon économique de la ville — est envisagée, sans que de véritables preuves ne soient établies à l'heure actuelle. Ce phénomène, fréquent dans la région, causa la perte au XVIIe siècle d'un autre grand port de la région : Brouage.
À l'aube du Moyen Âge, l'antique cité romaine devient une carrière de pierres. Des éléments décoratifs sont réemployés dans des maisons ou des églises de la région, et des fûts de colonnes romaines servent longtemps de margelles pour les puits des villages environnants (l'une d'elles, datée du IIIe siècle, sert de fonts baptismaux dans l'église d'Épargnes, un village voisin). Au XVIe siècle, un moulin à vent est édifié sur le podium de l'ancien temple : le moulin du Fâ (déformation probable du terme fanum).

### Une occupation insoupçonnée à l'époque médiévale
Des recherches entreprises en 2015-2017 ont mis en lumière une occupation tardo-antique et alto-médiévale du site. En effet, des occupations sont attestées par des éléments comme des fonds de cabanes, des réaménagements, des silos, des puits et des sépultures aux époques mérovingiennes et carolingiennes, tant au cœur de l'agglomération antique qu'à ses abords.

## Redécouverte

### Des ruines qui intriguent

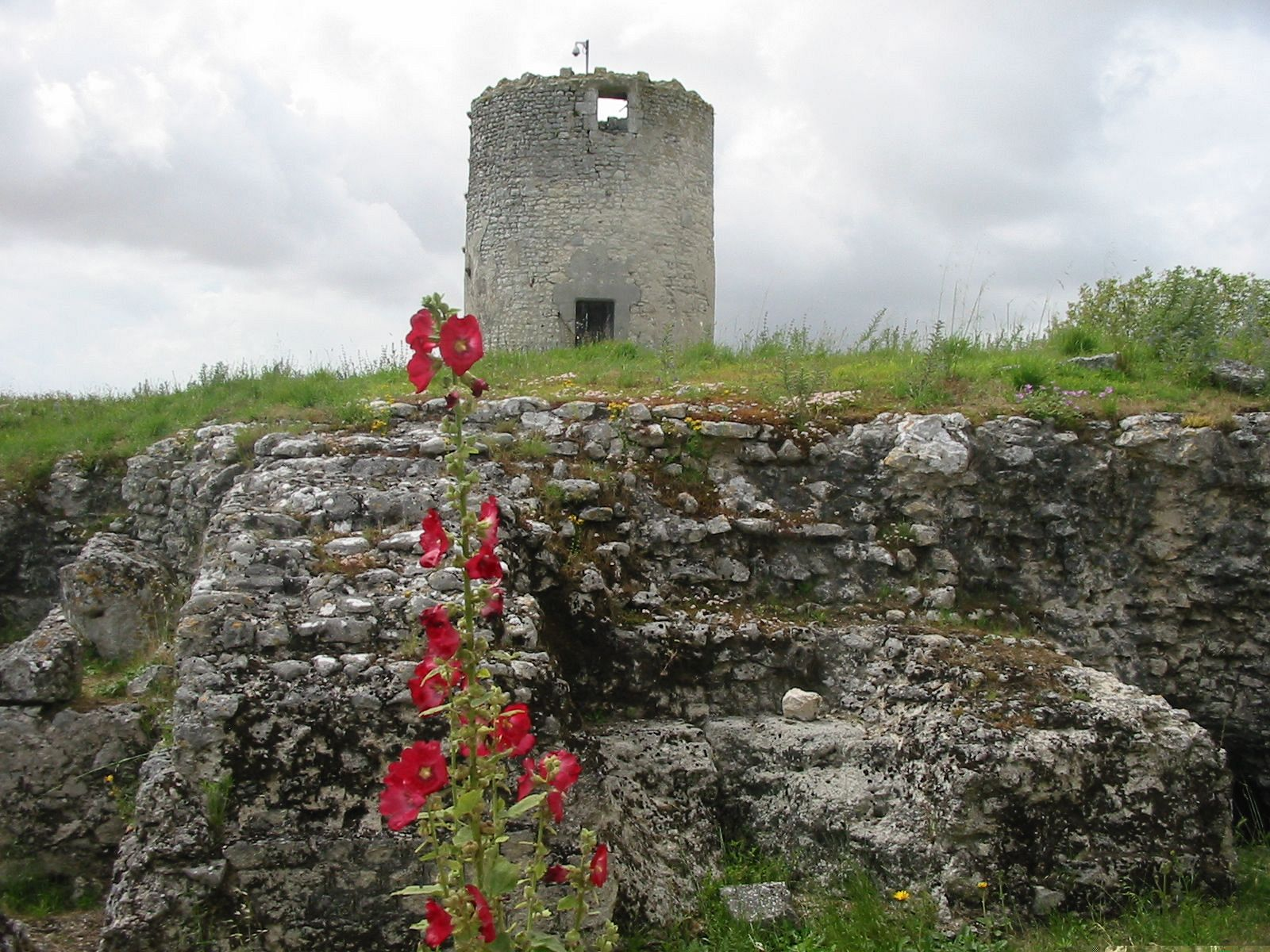
Les ruines de ce moulin à vent sont édifiées sur le podium d'un ancien temple romain (substructions apparentes au premier plan).

De fait, si la présence de ruines antiques à Barzan est connue depuis plusieurs siècles (l'ingénieur royal Claude Masse, en poste en Aunis et Saintonge entre 1694 et 1715, note leur présence), leur importance est longtemps sous-estimée. Le premier à l'entrevoir fut l'abbé Auguste Lacurie, secrétaire de la Société archéologique de Saintes à la fin du XIXe siècle. En 1844, il émet l'hypothèse que les ruines visibles à Barzan pourraient bien être celles de la ville antique de Novioregum, dont on cherchait la trace depuis des siècles. Cependant, plusieurs personnalités importantes dans le domaine de l'archéologie, tel Léon Massiou, un historien originaire de Saujon faisant autorité à cette époque, contestent cette hypothèse, notamment dans un ouvrage paru en 1924.
Celui-ci mène personnellement une campagne de fouilles archéologiques auprès du site dit du moulin du Fâ entre 1921 et 1924. Outre le temple et le théâtre, connus depuis les descriptions de Claude Masse, cette campagne permet d'exhumer les vestiges d'un aqueduc, puis de thermes, confirmant la présence d'une cité de quelque importance à cet emplacement.
L'importance de ces découvertes aboutit au classement du site par les monuments historiques en 1937 et 1939.

### Novioregum

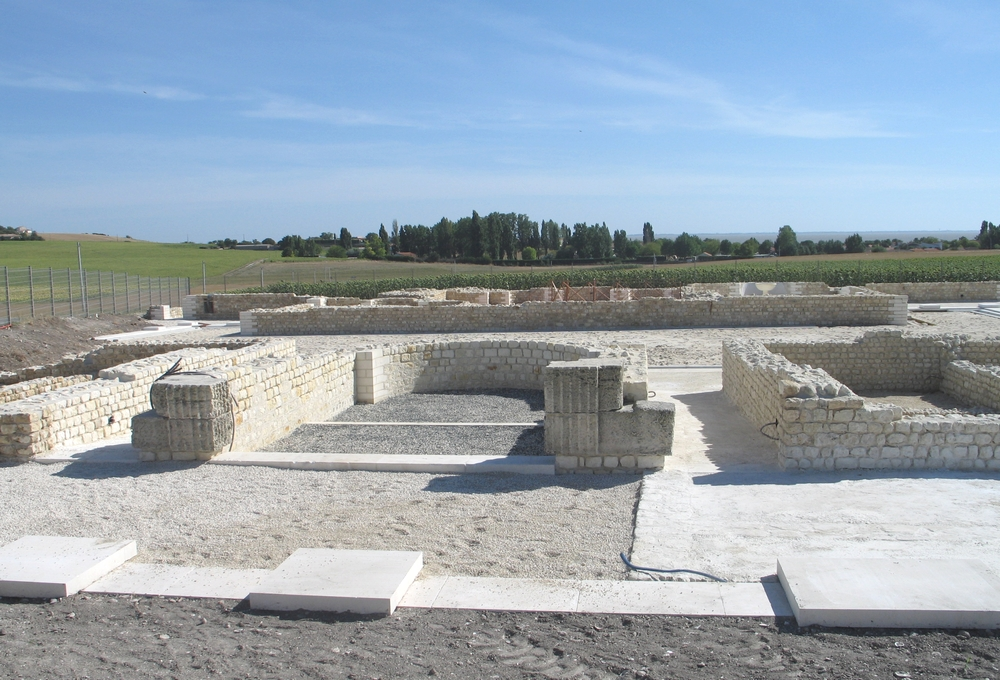
Les thermes du site gallo-romain de Barzan.

De 1935 à 1957, Louis Basalo, un architecte et archéologue royannais, effectue également des fouilles, explorant l'aqueduc, fouillant les thermes romains. Durant cette campagne, une stèle votive est découverte à environ vingt mètres du sanctuaire principal. L'inscription qui y figurait (C[aius] Cæcilius galeria civilis mart[i]) est sans doute une dédicace au dieu Mars.
Malgré d'importantes découvertes, c'est seulement en 1975, à la faveur d'une importante sécheresse, que Jacques Dassié réalisa des photographies aériennes éclairant d’un jour nouveau le site archéologique, dévoilant un site bien plus important que ce qui était soupçonné jusqu'alors. Sous les cultures et la végétation, ce n'est rien de moins qu'une ville de 140 hectares — comparable aux grandes métropoles romaines de Saintes (130 ha), Poitiers (environ 150 ha) ou Bordeaux (entre 150 et 170 ha), comportant temples, thermes, théâtre, entrepôts, forum, habitations, avenues qui est dévoilé.
Le site, d'abord occupé par des propriétés privées, fut racheté par la municipalité de Barzan en 1993, année de la création de l'association ASSA Barzan, chargée de l'exploitation du site. Des fouilles structurées débutèrent en 1994, supervisées par l'Université Bordeaux III et par l’Université de La Rochelle.

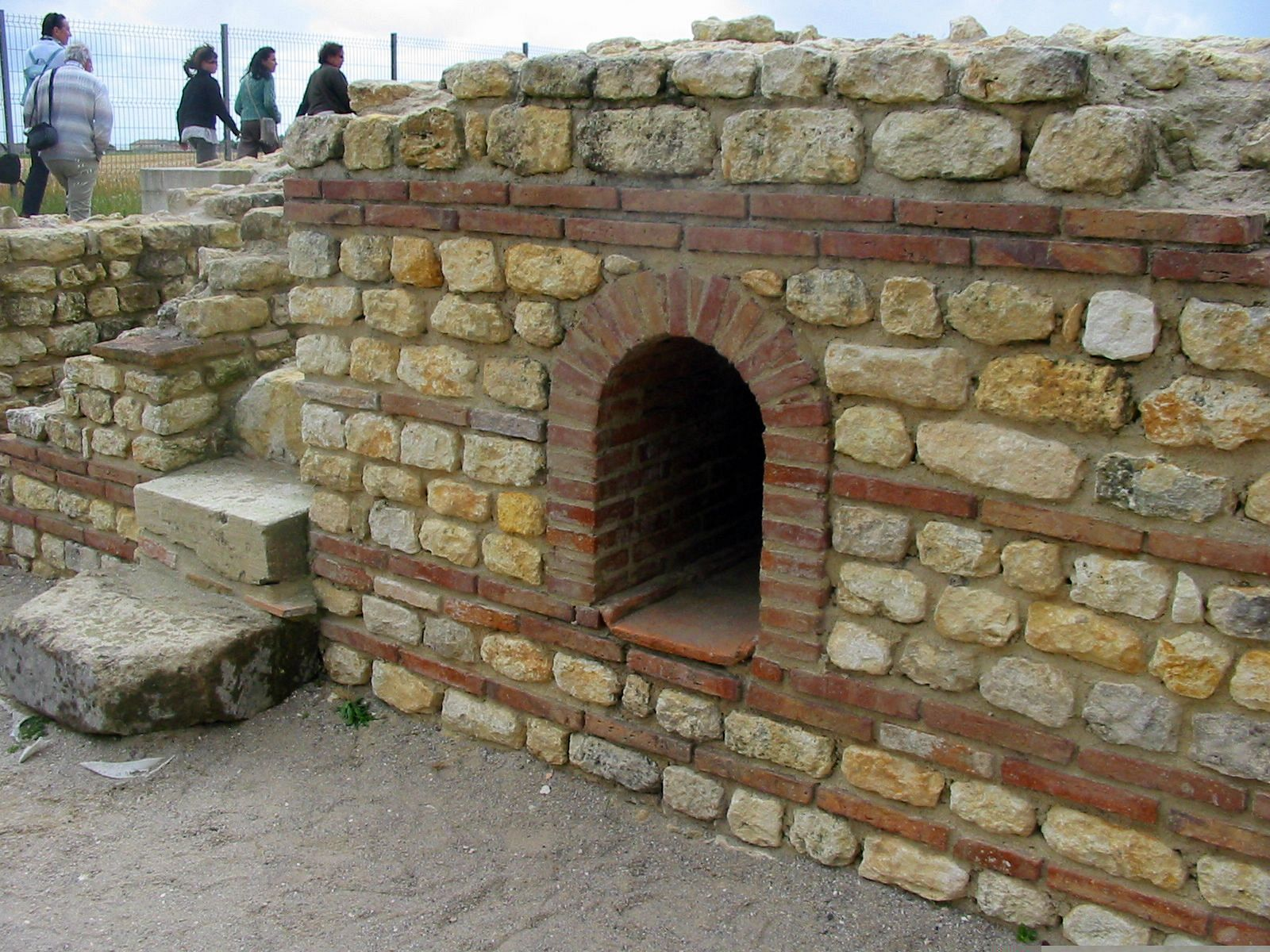
Vestiges des thermes : four servant à alimenter le caldarium ou salle chaude.

En 1994, le ministère de la Culture confie à Pierre Aupert, directeur de recherches au CNRS, les fouilles sur le sanctuaire du Fâ. Celles-ci révèlent notamment la construction de deux temples successifs, l'existence d'une vaste fosse (peut-être sacrificielle) et les repères de la construction du podium.
En 1999, des sondages positifs ont été effectués par Laurence Tranoy au lieu-dit le Trésor, à l'emplacement de ce que l'on suppose avoir été le forum, au croisement du cardo maximus et du decumanus.
De 1998 à 2004, les fouilles des thermes romains, au nord du Fâ, sont conduites par Alain Bouet, maître de conférences HDR à l’Université de Bordeaux et spécialiste de l'époque gallo-romaine. Celles-ci révèlent bientôt l'existence d'un des plus grands ensembles connus en Gaule à ce jour. De 2002 à 2009, Alain Bouet participa également aux fouilles des entrepôts de stockage (les horrea) un peu au sud du sanctuaire du Fâ, révélant des magasins de grandes dimensions et l'importance du port antique.
Une campagne de fouilles menées entre 2006 et 2008 sur le sanctuaire du Fâ ont également révélé les murs du péribole montrant les deux enceintes successives, dont la seconde, monumentale, mesurait environ 106 m × 92 m.
Reprises en 2007 par Graziella Tendron et Antoine Nadeau (EVEHA), les fouilles du théâtre, sur le site de La Garde, se sont déroulées jusqu'en 2017. Un imposant édifice de 81 m de diamètre et pouvant accueillir environ 5 000 spectateurs a été dégagé, puis remblayé afin d'en conserver les vestiges. 

## Description du site

### Les monuments identifiés
- Le temple monumental du Fâ

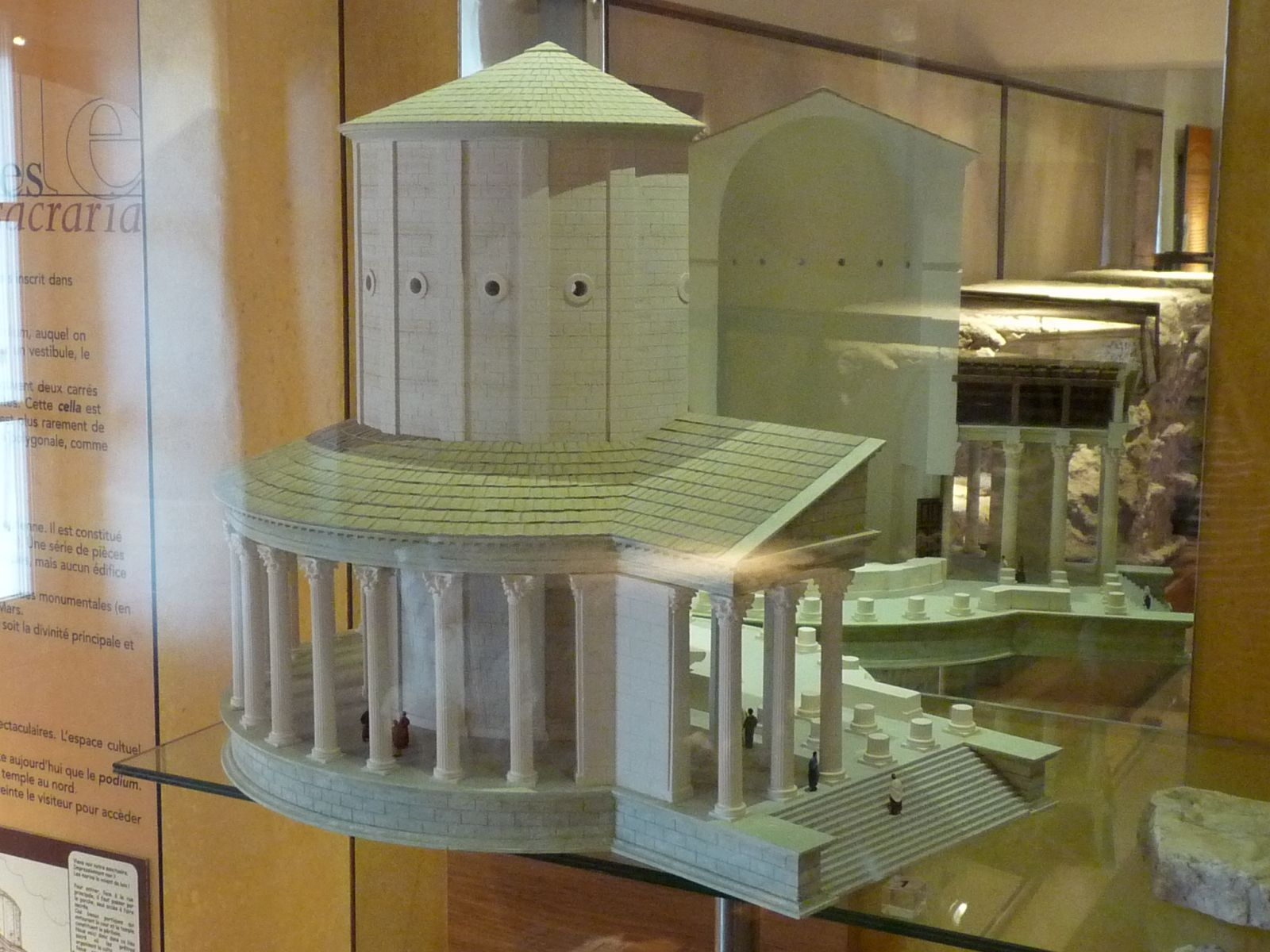
Maquette proposant une restitution du temple du Fâ au IIe siècle.

Au centre d'un péribole rectangulaire de 106 m × 92 m, le temple gallo-romain du IIe siècle comportait une colonnade circulaire (hauteur totale estimée 16 m), une cella ronde au centre (diamètre 20,80 m, hauteur estimée 35 m) et un porche d'entrée profond de 7,7 m, muni de colonnes en façade. Ce temple gallo-romain circulaire monumental ressemblait probablement à ceux de Vésone à Périgueux et du vicus des Tours Mirandes, à Vendeuvre-du-Poitou.
- Les temples Est

À l'extrémité Est du decumanus, se trouvent les vestiges de plusieurs temples découverts au cours de la sécheresse de 1975-1976. À l'origine, il s'agissait d'un fanum avec cella quadrangulaire entourée d'un péribole, d'un temple de tradition celtique à cella hexagonale et d'un temple romain classique avec podium en maçonnerie rectangulaire sans péribole.
- Les thermes

La fouille des thermes est considérée comme achevée dans sa partie nord. Les fouilles ont permis de démontrer que l'alimentation en eau des thermes se faisait par un grand puits rectangulaire (3 m × 4,4 m d'une profondeur de 16 m) muni d'un système d'élévation, dont la machinerie en bois, effondrée dans le puits, est en cours d'étude.
- Le théâtre de La Garde

À l'est du site du Fâ, sans doute à l'extrême limite de la ville antique, le théâtre romain occupe un flanc de la colline de La Garde. Le rayon de l'hémicycle est d'au moins 50 m et sa cavea était structurée par des murs rayonnants, comportant des gradins en pierre. Selon l'ASSA Barzan, il s'agit d'un édifice important, peut-être plus grand que les théâtres d'Arles et de Vaison-la-Romaine et comparable aux plus vastes édifices de ce type connus en Gaule : Vienne, Orange et Autun.
- Les Horrea (entrepôts)

À l'est du Fâ, l'archéologie aérienne a identifié de vastes entrepôts publics caractéristiques des villes portuaires (comme à Vienne, Lyon, Rouen, Bordeaux, Cologne, Hyères ou Corseul). Les fouilles ont permis de dégager plusieurs cellules.
- L'aqueduc de la source de Chauvignac

L'aqueduc se situe à 3 km à l'est du site, sur la commune de Chenac-Saint-Seurin-d'Uzet. Exploré sur une centaine de mètres en 1939, son altitude est néanmoins plus basse que les thermes et que le temple, posant la question de l'alimentation en eau de la ville.

### La trame urbaine
- Le decumanus

Le decumanus apparaît sur toutes les images aériennes et parfois même au sol, constituant un monument en lui-même (large d'une dizaine de mètres) ; sa longueur visible est d'environ 400 mètres et il est l'élément structurant principal du réseau urbain, avec une vocation manifeste de prestige. Au Ier siècle, une voie est aménagée jusqu'à l'entrée du sanctuaire gallo-romain. Au IIe siècle, le site s'agrandit et s'embellit : le temple circulaire est reconstruit et agrandi, ainsi que les thermes et les horrea.
Des fouilles actuelles, conduites sous la direction de Laurence Tranoy (Université de La Rochelle) et d'Emmanuel Moizan (INRAP), ont pour objectif de comprendre le plan de circulation de la ville antique, et notamment la nature et le rôle de cette rue très large et très longue surnommée la "Grande avenue". Dans un reportage consacré à l'une de ces campagnes de fouille (2008), Laurence Tranoy explique que cette "Grande avenue" est un artéfact dû aux modifications de l'urbanisme selon les époques et à l'amplification de la vocation cultuelle de la ville.
- Le Forum

Les vestiges du forum ont été identifiés à proximité du lieu-dit « Le Trésor » entre le port antique et le sanctuaire du Fâ, le long de l'ancien cardo maximus. Des sondages ont confirmé les photographies aériennes en 2015. C'est dans l'un d'eux qu'a été découverte la statue d'un petit Cupidon, visible au musée du site. 
- Le Port

Le site du port antique, situé non loin du lieu-dit  la Combe du Rit n'a pas encore été fouillé. Identifié par les photos aériennes et par les inondations de 1999, il était situé au sud de la ville gallo-romaine, à proximité du forum. Il constituait un point de débarquement pour les bateaux de haute mer. Les vastes entrepôts et les céramiques grecques (du Ve siècle av. J.-C.) et hispaniques, retrouvées sur le site peuvent laisser penser que le port était un lieu de négoce sur l'un des routes de l'étain reliant les Îles Britanniques à la Méditerranée.

### Le musée
Un nouveau musée a ouvert ses portes en décembre 2005 dans l'ancienne ferme du Fâ. Il présente des vestiges issus des campagnes de fouilles les plus récentes, des reconstitutions, une maquette au 1/10° de la ville gallo-romaine et une borne interactive permettant une visite virtuelle de la cité antique. 

## Autres exemples de fana en France

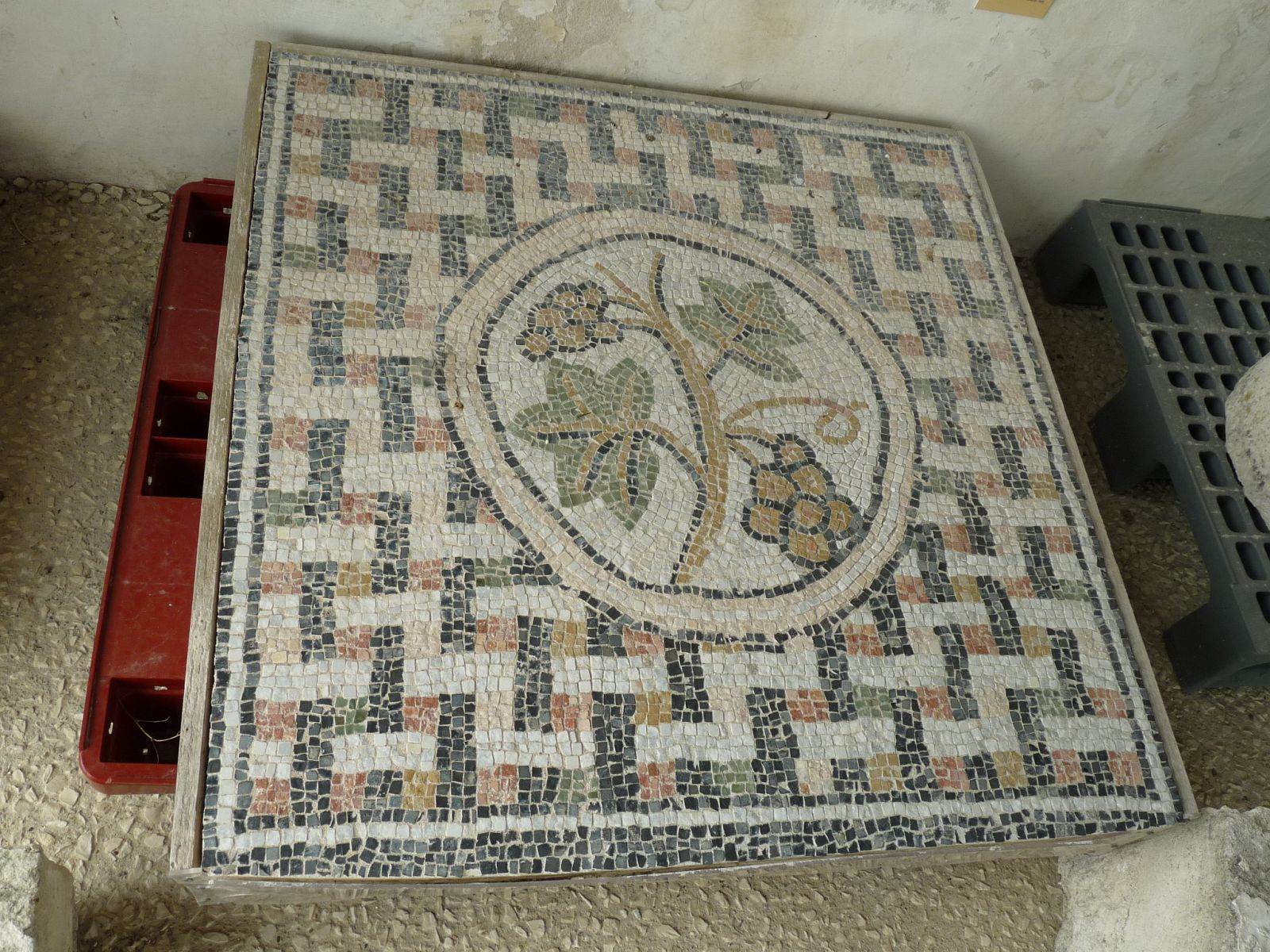
Reproduction d'une mosaïque provenant de la villa de Séviac (Gers) réalisée à l'occasion d'une animation.

Selon Isabelle Fauduet, le temple gallo-romain en zone rurale (fanum) différait du temple romain rectangulaire en zone citadine (issu du style grec) : cella de haute élévation, le plus souvent carrée ou ronde, entourée d'une galerie plus basse (circulation des fidèles), à l'intérieur d'un domaine sacré matérialisé par un mur d'enceinte (péribole). On a dénombré à ce jour près de 600 temples gallo-romains dans l'ensemble des Gaules.
Les temples gallo-romains monumentaux ont parfois succédé à d'anciens sanctuaires celtiques. Certains ont à leur tour servi de base à des églises ou à des cathédrales. Non loin du site du Fâ, c'est notamment le cas de l'église de Thaims, ou encore de celle de Vaux-sur-Mer.
Quelques autres sites de temples monumentaux en France (la liste n'est pas exhaustive) :
- Périgueux, Vesunna ; tour de Vésone : cella circulaire ;
- Vendeuvre-du-Poitou, Vindobriga ; vicus des Tours Mirandes : cella circulaire[23] ;
- Autun, Augustodunum ; Temple de Janus : cella quadrangulaire ;
- Aurillac, Aureliacum ; Fanum d'Aron : cella polygonale ;
- Naves (Corrèze), Navea : site gallo-romain de Tintignac ;
- Corseul, Fanum Martis : cella polygonale ;
- Chassenon, Cassinomagus : cella polygonale ;
- Champlieu, Campilocus ? : cella quadrangulaire ;
- Tours : cella circulaire.

D'autres temples gallo-romains de grande dimension sont signalés en France à Donon, à Nasium, à Bennecourt, au Temple gallo-romain de la forêt d'Halatte et à Aubigné-Racan, ainsi qu'au Benelux et en Suisse.

## Les voies romaines autour deNovioregum
L'Itinéraire d'Antonin, de Bordeaux à Autun, (Itinerarium Antonini - Item a Burdigala Augustodunum mpm CCLXXIIII sic Blauto mpm XVIIII Tamnum mpm XVI Novioregum mpm XII Mediolanum Santonum mpm XV Aunedonnacum mpm XVI ...) situe Blaye à 18 milles de Bordeaux, Tamnum à 16 milles de Blaye, Novioregum à 12 milles de Tamnum et Saintes à 15 milles de Novioregum. Selon Jacques Dassié, la métrique utilisée ne serait pas le mille romain mesurant environ 1482 mètres mais en réalité la grande lieue gauloise mesurant environ 2450 mètres.
La Table de Peutinger ne mentionne pas Novioregum  entre Lamnu (sic) et Mediolano Santo (sic), sans doute du fait de l'abandon du site de Novioregum au moment de l'édition (ou de la correction) de la carte.
Les sources historiques ne citent aucun établissement côtier gallo-romain entre le Portus Santonum des Santons et le Portus Namnetum des Pictons, soit entre Saintes/Novioregum sur la Gironde et Nantes/Rezé sur la Loire. La voie romaine de Bordeaux à Nantes s'écarte du rivage vers l'est à la hauteur de Saintes/Novioregum et fait un détour important par Poitiers où elle bifurque vers l'ouest en direction de Parthenay, Bressuire, Mortagne-sur-Sèvre et Clisson.
Cette anomalie s'explique par d'importantes modifications du littoral intervenues depuis l'époque romaine. Au début de notre ère, le littoral de la Saintonge et du Poitou est largement entamé par plusieurs golfes marins :
- Le golfe de la Seudre recouvrait une partie de l'actuel bassin ostréicole de l'estuaire de la Seudre, faisant de localités comme Saujon ou L'Éguille des ports de mer. Le golfe de la Seudre était séparé du golfe de Saintonge par une mince presqu'île, le Pagus maritimensis (ou pays de la mer), qui donnera plus tard son nom à la ville de Marennes.
- Le golfe de Saintonge s'étendait de Marennes jusqu'au sud de la ville de Rochefort. Son comblement par les alluvions interviendra progressivement : au XVIe siècle, l'océan battait encore les remparts de Brouage, port militaire aujourd'hui situé à 15 kilomètres du littoral.
- Le Golfe des Pictons (Sinus Pictonum), également nommé Lac des Deux Corbeaux (Lacus Duorum Corvorum), au nord de l'île de Ré, deviendra le Marais poitevin, issu de l'estuaire de la Sèvre niortaise.
- La Baie de Bretagne (devenue la baie de Bourgneuf), au nord des Sables-d'Olonne, devenue Marais breton.

La régression marine et l'envasement, amorcés dès la fin du Moyen Âge, sont attestés en particulier par la carte de Cassini, l'une des premières cartographies fiables réalisée vers 1780.